# Abdoulaye Kaba
Pour les articles homonymes, voir Kaba.
Abdoulaye Kaba est un député et homme politique guinéen. Député de mars 2020 au 5 septembre 2021.

## Biographie
Député guinéen de 2020 en 2021 de la dernier législation de mars 2020,. Il est membre de la commission commerce, hôtellerie, tourisme et artisanat  de la 9eme législative de la république de Guinée, sous la présidence Alpha Condé.